# Нью-Йорк Про
Нью-Йорк Про — відомий професійний конкурс серед бодібілдерів, до 2005 року відомий як Ніч Чемпіонів. До 2002 року під егідою Нью-Йорк Про проводились фітнес змагання. Україна в цьому змаганні участі не брала.

## Хронологія
| Рік  | Переможець (серед чоловіків) | Фітнес (жінки)  | Фігура (жінки)    | Бікіні (жінки)  | Місце проведення |
| ---- | ---------------------------- | --------------- | ----------------- | --------------- | ---------------- |
| 2005 | Даррем Чарльз                | Кім Клейн       | Давана Медіна     |                 | Нью-Йорк, США    |
| 2006 | Філ Хіт                      | Джулі Чайлд     | Джессіка Паксон   |                 | Нью-Йорк, США    |
| 2007 | Бренч Воррен                 | Трейсі Грінвуд  | Живіле Раудонейне |                 | Нью-Йорк, США    |
| 2008 | Кай Грін                     | Хейді Флетчер   | Живіле Раудонейне |                 | Нью-Йорк, США    |
| 2009 | Еван Центопані               | Шеннон Метерод  | Ніколь Уілкінс-Лі |                 | Нью-Йорк, США    |
| 2010 | Роллі Вінклаар               | Танї Джонсон    | Шеріл Браун       | Міссі Коулз     | Нью-Йорк, США    |
| 2011 | Кай Грін                     | Камала Родоігез | Шеріл Браун       | Елісон Роузен   | Нью-Йорк, США    |
| 2012 | Седрік Макміллан             |                 | Кандіс Кін        | Індіа Пауліньйо | Нью-Йорк, США    |
| 2013 | Мадмух Елсібіай              | Єшайра Робінс   |                   |                 | Нью-Йорк, США    |